# Poggle den mindre
Poggle den Mindre är en fiktiv karaktär i Star Wars. Poggle var Ärkehertig av Geonosis innan och under Klonkriget. Han var även en av medlemmarna i separatiststyrelsen. Han dödades senare av Darth Vader på Mustafar. 
Poggle var inte bara ledare över Geonosis utan även medlem i Techno-Unionens styrelse, dessutom har han kontrollen över en gigantisk droid-fabrik på Geonosis. 

## Biografi
Poggle föddes i de lägre kasterna, vilket betyder att han var av arbetarklass. Poggle strävade efter att nå positionen som Ärkehertig, vilket egentligen var omöjligt på grund av hans status i samhället. Men han gav inte upp utan började organisera en revolt mot den dåvarande Ärkeheritgen Hadiss the Vaulted. Hadiss var inte särskilt orolig över revolten, och han insåg inte faran förrän det var för sent. 
Darth Sidious kontaktade Poggle och lovade att stödja honom med pengar. Poggle antog erbjudandet och hans uppror lyckades. Hadiss avrättades på den Geonosiska arenan och Poggle kunde ta kontrollen över planeten. 
Sidious kontaktade Poggle efter vinsten och krävde en gentjänst; att de Geonosiska industrierna skulle bygga B1-droider till HandelsFederationens invasion av Naboo.
Det gick Poggle med på, trots att han och Vicekung Nute Gunray personligen hatade varandra. 
Kort efter HandelsFederationens nederlag på Naboo kontaktades Poggle av den mystiske Greve Dooku. Poggle och Dooku kom överens om att Geonosis skulle vara bland grundarna i Konfederationen för självständiga system. Dessutom skulle Geonosis producera B1-droider till Konfederationens armé. I utbyte mot detta skulle Poggle få stora summor pengar och en försäkran om att Geonosis skulle vara en av de viktigaste planeterna inom Konfederationen. 
Dessutom hjälpte Poggle till med återskapandet av Krigsherren Grievous.
Nästan tio år efter deras möte, var Poggle värd för ett möte med potentiella medlemmar i Konfederationen. Man fångade jedi-riddarna Obi-Wan Kenobi och Anakin Skywalker och dessutom senator Padmé Armidala. Dessa tre fördes inför rätta och Poggle dömde dem till döden på den Geonosiska arenan. Men hans planer gick inte som det var tänkt, fler jedi-riddare anlände och sedan även klontrupper. Kriget var ett faktum, och striden på Geonosis gick inte som planerat för Konfederationen. 
Poggle följde separatistrådet till Utapaut och senare till Mustafar. Darth Sidious kontaktade dem och lovade dem en stor belöning. När hans lärjunge Darth Vader (Anakin Skywalker) anlände, slaktade han separatistrådet, och Poggle höggs i flera bitar.  